# MHM-93 Chișinău
Le MHM-93 Chisinau est un club moldave de football fondé en 1993. Le club est basé à Chișinău.

## Historique
- 1993 : MHM-93 Chisinau